# Мі-32
Мі-32 — проєкт радянського надважкого вантажного 3-х гвинтового вертольота, розроблений МВЗ імені МА. Л. Міля  у 1982 році. Головною задачею було забезпечення вантажопідйомності у 55 тонн для можливостей транспортування важких вантажів у віддалених районах СРСР з відсутністю летовищ, залізничного і шоссейного сполучення.

## Літно-технічні характеристики
Корпус вертольота складався з трьох гондол із гвинтами, сполучених разом у вигляді трикутника. Для транспортування вантажів використовувалася зовнішня підвіска. Силовою установкою планували використання шести двигунів Д-136, розташованих по два у кожній гондолі. Розрахункова швидкість польоту повинна була становити 230 км/год, дальність польоту — 1200 км, злітна маса — 136 тонн. Екіпаж машини складався з двох льотчиків, борттехника та оператора. Розміри вертольота становили 40.5 х 36 х 4.3м